# Yngvar Heikel
Yngvar Sigurd Heikel, född 19 april 1889 i Helsingfors, död där 1 september 1956, var en finlandssvensk folklivsforskare. Han var son till Viktor Heikel.
Heikel blev filosofie kandidat 1915 samt var 1921–24 och från 1935 statistiker vid Finlands Bank. Han är dock mest känd för sin forskning om folklig kultur i Svenskfinland, särskilt vad gäller folkdanser och dräktskick. Han var sekreterare i föreningen Brage från 1916 och föreståndare för dess dräktbyrå och bygdedräktsmuseum från 1923. Han deltog i stiftandet av Finlands svenska folkdansring och var dess ordförande 1946–55. Han medverkade i samlingsverket Finlands svenska folkdiktning (band VI:B "Dansbeskrivningar", 1938) och hans arbete På forskningsresor i svenskbygden utgavs 1986 med inledning och kommentarer av Bo Lönnqvist.